# Апамея
Апамея (на арабски: ‏أفاميا‎ или ‏آفاميا‎, Afāmya; на гръцки: Απάμεια της Συρίας) е древногръцки и древноримски град в Северна Сирия на река Оронт. Главен град е на местността Апамене, по-късно на римската провинция Сирия Секунда.
Сред впечатляващите древни останки обектът включва Голямата колонада, която се простира на близо 2 км, което я прави сред най-дългите в римския свят, и Римския театър – един от най-големите оцелели театри на Римската империя с над 20 000 седящи места.
Мястото се намира в покрайнините на съвременния град Калаат ал-Мадик, на около 55 км северозападно от град Хама, Сирия, с изглед към долината Габ.

## География
Градът се намира в Западна Сирия и възниква на десния бряг на река Оронт. На отсрещния бряг се издига хълм, върху който се намират останките от стратегическо укрепление – крепостта Апамея.

## История

### Елинистическа епоха
Градът се казва първо Фарнакес. След завладяването му от Александър Велики той се казва Пела. 
След завладяването на региона от Александър Велики и последвалите конфликти между неговите диадохи, нова интерпретация на елинистическата история, базирана на открита през 2011 г. мозайка от Апамея, предложена от Олшевски и Саад, предполага, че македонският военен лагер Пела е бил основан през есента на 320 г. пр.н.е. Това се е случило непосредствено след Трипарадийския договор и по инициатива на Антипатър, вдъхновен от Касандър. Според тази хипотеза авторите отхвърлят предходните мнения, приписващи основаването на Пела на Александър Велики или на Антигон I Монофталм. Около 300 г. пр.н.е. Пела получава статут на полис – укрепен и организиран като град от Селевк I Никатор, царя на селевкидите, който го наименува на своята бактрийска съпруга Апама, дъщеря на согдийския военачалник Спитамен. Градът е бил стратегически разположен в извивка на река Оронт, заобиколен от езеро и блата, което му е придавало полуостровна форма – оттук и другото му наименование, Херонесос. Благодарение на мястоположението си на ключов търговски кръстопът, той се превръща в един от четирите града на Сирийския тетраполис. Селевк развива Пела като важна военна база, снабдена с 500 бойни слона и конезавод с 30 000 кобили и 300 жребци. Тук се е намирало мястото за сечене на монети на селевкидите.
След 142 г. пр.н.е. претендентът Диодот Трифон прави Апамея база на своите операции.
Помпей Велики разрушава града през I век пр.н.е. Новооснован е през I век с името Claudia Apamea. 
При преброяването от сирийския управител Публий Сулпиций Квириний Клавдий Емилий Секунд прави проучване на населението на града и принадлежащата му територия през 6 г. сл. н.е., в което преброява 117 000 hom(ines) civ(ium)“ – 117 000 граждани, число, което е интерпретирано като даващо общо население от 130 000 или 500 000 души, в зависимост от използваните методи. Така той е един от най-големите градове в Ориента.

### Ранен римски перииод
През 64 г. пр.н.е., след като напуска зимните си квартири, вероятно разположени в или около Антакия, Гней Помпей Велики предприема поход на юг и разрушава крепостта на Апамея, с което градът окончателно е анексиран към Римската република.
По-късно, по време на сирийското въстание, водено от Квинт Цецилий Бас, Апамея оказва съпротива на силите на Юлий Цезар в продължение на три години – до пристигането на Гай Касий Лонгин през 46 г. пр.н.е., когато градът капитулира.
С избухването на Юдейската война жителите на Апамея демонстрират завидна толерантност – отказват да предадат евреите, живеещи сред тях, като не допускат нито убийства, нито пленяване.
През 40 г. пр.н.е., по време на размирните години на римските граждански войни, Апамея за кратко попада под контрола на помпейско-партските сили.
Голяма част от Апамея е разрушена при земетресението през 115 г. сл. н. е., но впоследствие е възстановена.

### Късноримска и византийска епоха
От 218 до 234 г. сл. н. е. II Партски легион е разположен в Апамея, когато изоставя подкрепата на узурпатора Макрин в полза на императора и застава на страната на възхода на Елагабал към пурпурната власт, който след това побеждава Макрин в битката при Антиохия.
Таргумът на Псевдо-Йонатан (Num. xxxiv. 11) има Апамея (אפמיאה) за името на града Шефам, което се среща в Таргум Йерусалим и Неофитите. Тъй като Апамея на практика е принадлежала на равинска Палестина, първите плодове, донесени от Аристон от този град, са били приети за жертвоприношение в Йерусалим.
В началото на V  век Апамея получава статут на провинциален център на Сирия Секунда след отделянето си от Сирия Прима.
Апамея е седалище на прочута философска школа. По времето на Юстиниан I получава нова крепостна защита. 
Градът е разрушен от Хосров I Ануширван през 540 г. По време на Персийско-византийската война от 602-628 г. пада през 613 г. под властта на Шахрбараз и е в сасанидски ръце почти до края на войната.

### Ислямска епоха
След мюсюлманското завладяване на Сирия Апамея е частично възстановена и е  известна на арабски като Афамия или Фамия. Градът е завладян от Рашидун заедно с град Ал-Сукайлабия след битката при Ярмук. След това Апамея е използвана като наблюдателен пункт за предупреждение срещу вражеска атака.
Заселена е от арабските племена бахра и удра. Въпреки това възвръща значението си едва под управлението на Хамданидите, базирани в Халеб. Управляван от Халаф ибн Мулайиб от 1095 до 1106 г., градът е превзет от кръстоносците на Танкред Галилейски след убийството на Халаф от асасини. Абу Тахир и приближените му търсят убежище, но са екзекутирани от Алп Арслан. 
Според собствените си мемоари Осама ибн Мункид ръководи малка сила от Шайзар, която заедно с бедуински съюзници напада гарнизона на кръстоносците в Афамия за да ограби култивационните земи през 1119 г. До 1149 г. Афамия постепенно отново попада под мюсюлмански контрол.
Разрушен е от земетресение през 1152 г.

## Руини
Много останки от древния акропол все още съществуват, вероятно останките на пищно украсени храмове, за които говори Созомен; сега Апамея е оградена от древни крепостни стени, наречени Калат ел-Мудик (Кŭlat el-Mudîk); останалата част от древния град се намира в равнината.
Най-значителната колекция от предмети от обекта, включително много значими архитектурни и художествени обекти, които могат да се видят извън Сирия, се намират в Художествено-историческия музей на Брюксел.
В резултат на гражданската война в Сирия древният град е повреден и разграбен от ловци на съкровища. През април 2017 г. Ал-Масдар Нюз публикува сателитни снимки, разкриващи, че обектът е покрит със стотици дупки, изкопани от иманяри, търсещи древни артефакти.

### Голяма колонада
Голямата колонада е била разположена по главния булевард на Апамея и е била дълга близо 2 км, което я прави сред най-дългите в древноримския свят. Възстановена е, след като оригиналната, датираща от Селевкидската империя, е опустошена заедно с останалата част от Апамея при земетресението през 115 г. сл. н. е. Реконструкцията започва веднага и през II век градът е напълно възстановен, започвайки с Голямата колонада. Колонадата е била разположена по оста север-юг, образувайки Кардо максимус на града. Започвайки от северната порта на града, колонадата се е простирала в непрекъсната права линия до южната порта. Северната третина на колонадата е маркирана от монументална оброчна колона, която се е намирала срещу баните. Колонадата е преминавала през центъра на града и около нея са били струпани няколко важни сгради, включително баните, агората, храмът на Тюхе, нимфеумът, ротондата, църквата-атриум и базиликата. От двете страни на улицата широката 6,15 м  колонада се е простирала по цялата му дължина. Колоните са били с 9 м височина и 0,9 м в диаметър. Те са стоели върху квадратни основи със страна 1,24 м и височина 0,47 м. Колоните показват два основни дизайна: обикновени и отличителни спираловидни канелюри. Археологът Жан Ласюс твърди, че първият датира от периода на Траян, а вторият - от този на Антонин Пий. Портиците на колонадата са били покрити с обширни мозайки по цялата ѝ дължина.
При византийския император Юстиниан I няколко части от колонадата са реставрирани. Улицата е стеснена до 12 м чрез добавяне на пешеходна пътека от двете страни. Няколко участъка от улицата са подменени с римски паваж, направен от квадратни блокове варовик. Новата настилка е покривала и изцяло обновена дренажна система. Промените на Юстиниан включват издигането на монументален портик, съставен от четири колони с височина 9 м и капители с височина 1 м. Градът по-късно е разграбен от сасанидите под командването на Адармахан.
Реконструирана част от колонадата днес  може да се види в Художествено-историческия музей в Брюксел.

### Римски театър
Първоначално построен като театър в елинистичен стил в ранната Селевкидска империя, театърът е разширен и преустроен в Ранния римски период, когато главната сцена и входовете са реорганизирани по по-типичен римски начин. Земетресението в Антиохия от 115 г. пр. н. е. причинява сериозни щети на конструкцията. Скоро след това е възстановен под патронажа както на Траян, така и на  Адриан. Театърът е допълнително разширен през първата половина на III век сл. н. е. По време на Византийската империя дренажният басейн на театъра е преустроен и през средата на долната сцена е построен ганат. Към късния византийски период театърът престава да служи като център за театрални представления. Въпреки това, театърът и неговият ганат продължават да бъдат важен водоизточник през византийския и ислямския период. Театърът е построен на стръмен хълм с изглед към долината на река  Оронт.
Театърът, заедно с този в Ефес, е един от най-големите оцелели театри на Римската империя с приблизителен капацитет от над 20 000 места. Единственият друг известен театър, който е значително по-голям, е Театърът на Помпей в Рим. Голяма част от структурата му е в руини поради архитектурни срутвания и обширни кариерни дейности в по-късни епохи, и само 1/8 от обекта е разкрита досега. Една от основните характеристики на театъра е неговият воден басейн и сложната римска тръбопроводна система, използвана в него. Наскоро разкопаната теракотена система се намира по протежение на източния вход на земята и е добре запазена.

### Голяма ловна мозайка
Тази мозайка, която сега се намира в Художествено-историческия музей в Брюксел, е открита през 1935 г. в приемната на вероятно двореца на римския управител на провинция Сирия Секунда. Площта й е 120 м². Великата мозайка датира от 415–420 г. сл. н. е. и е сред най-престижните от този тип композиции. Технически и тематично е сравнима с мозайките в двореца на византийските императори в Константинопол от същия период.
Надпис на входа гласи: „По време на най-красивия Апелион триклиниумът е бил построен отново през месец Горпиас, трети индикт, през 851 година“ (септември, 539 г. сл. н. е.).

### Синагога
Близо до центъра на града е открита еврейска синагога от IV век. Тя се отличава с геометричен мозаечен под, датиращ от около 391 г. сл. н. е. Мозайката включва 19 надписа, записващи имената на дарителите, както и техните длъжности, включително „архисинагог“ и „хазан“ или „диаконос“. През V век на мястото на синагогата е построена християнска църква.

## Бележити личности
- Баха ал-Дин ал-Муктана – исмаилитски управител от XI век и основател на друзската вяра, основен изразител на Божествения призив и автор на няколко от Посланията на мъдростта[40][41]
- Марин – преториански префект
- Архиген – лекар
- Диодот Трифон – длъжностно лице при крал Александър I Балас
- Аристарх Солунски – епископ, един от седемдесетте апостоли
- Евагрий Схоластик – историк от VI век
- Ямвлих от Халкида – философ неоплатонист
- Сопатер от Апамея – софист и неоплатоник
- Александър от Апамея – епископ от V век
- Алкивиад от Апамея
- Юний – епископ от I век
- Нумений от Апамея – философ от II век
- Полихроний – епископ и брат на Теодор Мопсуестийски
- Посидоний – гръцки философ и писател, II – I век пр.н.е.
- Евн – бунтовнически роб и самопровъзгласил се за цар на Ена, предвождал Първото робско въстание срещу Римската република.
- Псевдо-Опиан, поет
- Секст Варий Марцел – римски конник от III век и по-късно управител на Нумидия. Съпруг на Юлия Соемия и баща на римския император Елагабал
- Теодорит – епископ от V век